# In cauda venenum
In cauda venenum è una locuzione latina il cui significato letterale è «Il veleno [è] nella coda». Assieme ad acer in fundo viene spesso usato a contrasto della locuzione di significato opposto dulcis in fundo.
La frase nasce riferendosi allo scorpione che in sé sarebbe poco pericoloso, ma ha per l'appunto una coda altamente velenosa. Nel senso traslato la locuzione viene usata quando un oratore inizia un discorso in maniera melliflua, piazzando alla fine la stoccata finale. Viene spesso riferito anche a Marziale, per indicare la natura dei suoi epigrammi caratterizzati dal presentare una situazione, con "stoccata" satirica conclusiva. 